# ルナ11号

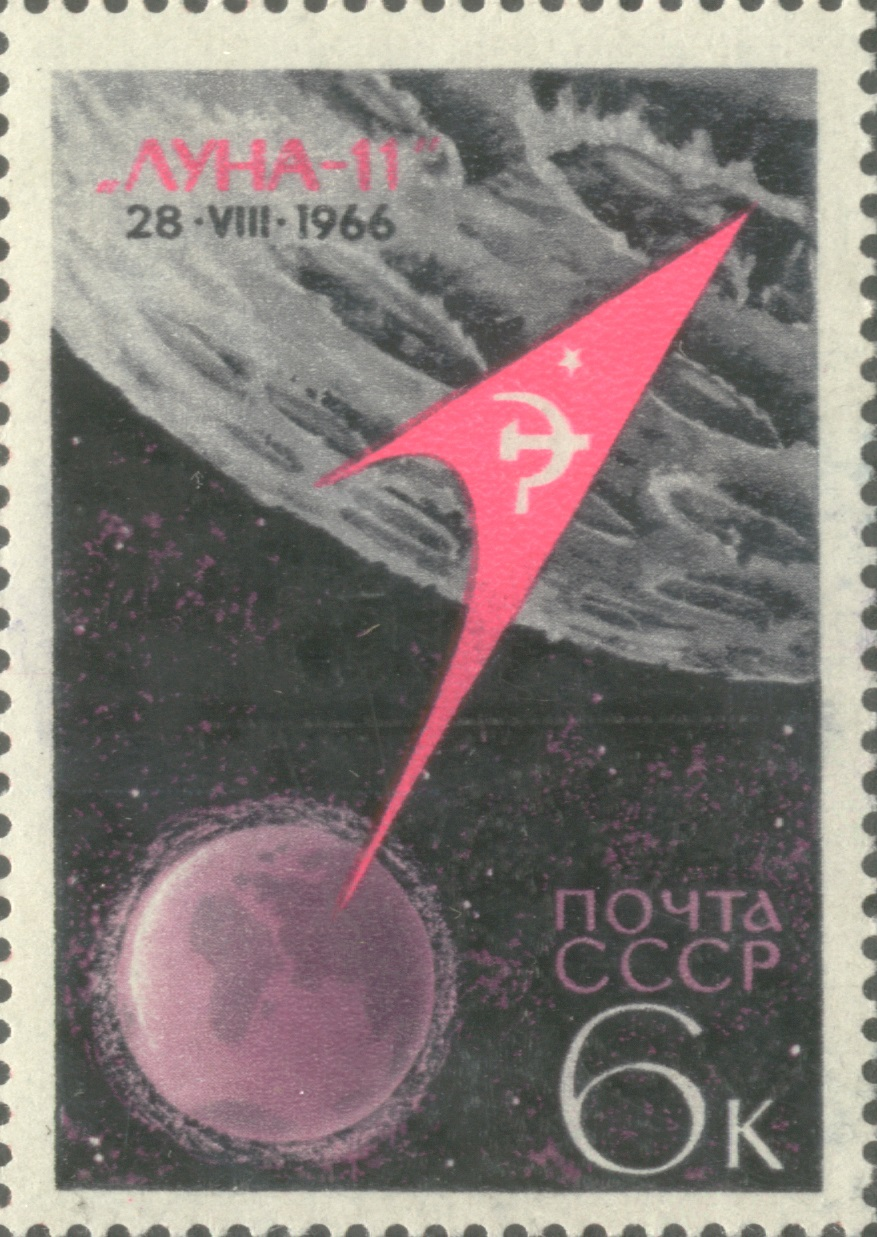
ルナ11号の記念切手（1966年、ソ連）。探査機自体の姿は描かれていない。

ルナ11号（ロシア語：Луна-11、ラテン文字表記の例：Luna 11）は、1966年にソビエト連邦が打ち上げた無人月探査機。月を周回しながら1か月間に渡る観測を行った。

## 設計
ルナ11号の目的は、月の重力異常・月面の化学組成・月近傍の流星物質・月近傍の微粒子線を調査することだった。円錐形をした探査機の先端部には、これらの観測に使用する機器が装備されていた。下端には月周回軌道への投入に使用する逆噴射ロケットが配置されていた。電力は化学電池によって供給され太陽電池による発電は行わなかった。
準同型機としてルナ12号とルナ14号がある。

## 飛行
1966年8月24日、ルナ11号はモルニヤロケット（8K78M）によってバイコヌール宇宙基地から打ち上げられた。探査機は地球を周回した後、ロケット最上段の噴射によって月へ向かう軌道に乗った。8月28日にルナ11号は高度160km×1200kmの月周回楕円軌道に投入され、観測を開始した。
およそ1ヵ月後の10月1日、ルナ11号はバッテリーの消耗により機能を停止した。探査機は運用終了までに月を277周回し、137回のデータの送信を行った。